# Anders Ulrik Bodell
Anders Ulrik Bodell, född 22 april 1795 i Västerås domkyrkoförsamling, död 16 mars 1868 i Klara församling, Stockholms stad, var en svensk blåsinstrumentmakare i Stockholm verksam 1820–1845.

## Biografi
Bodell föddes 22 april 1795 i Västerås. Han var son till rådmannen Lars Bodell och Catharina Essen. 1819 var han svarvargesäll i Sankt Nikolai församling, Stockholm. Han var mellan 1832 och 1836 bosatt i kvarteret Trollhättan 18 i Jakob och Johannes församling.
Bodell gifte sig 23 juli 1854 i Hedvig Eleonora församling med Maria Catharina Holmqvist (född 1801). De fick tillsammans barnen Maria Ulrika (född 1828) och Anders Ulrik (född 1833).

## Produktion
Lista över Bodells produktion.
| År   | Produkt/Arbete | Summa          |
| ---- | -------------- | -------------- |
| 1820 | Instrument.    | 200 riksdaler. |
| 1821 | Instrument.    | 400 riksdaler. |
| 1822 | Instrument.    | 200 riksdaler. |
| 1823 | Instrument.    | 200 riksdaler. |
| 1824 | Instrument.    | 200 riksdaler. |
| 1825 | Instrument.    | 200 riksdaler. |
| 1826 | Instrument.    | 300 riksdaler. |
| 1827 | Instrument     | 600 riksdaler. |
| 1828 | Instrument     | 600 riksdaler. |
| 1829 | Instrument     | 600 riksdaler. |
| 1830 | Instrument     | 400 riksdaler. |
| 1831 | Instrument     | 200 riksdaler. |
| 1832 | Instrument     | 200 riksdaler. |
| 1833 | Instrument     | 200 riksdaler. |
| 1834 | Instrument     | 200 riksdaler. |
| 1835 | Instrument     | 200 riksdaler. |
| 1836 | Instrument     | 200 riksdaler. |
| 1837 | Instrument     | 200 riksdaler. |
| 1838 | Instrument     | 200 riksdaler. |

## Medarbetare och gesäller
- 1834 - Anders Robert (född 1794). Han var gesäll hos Bodell.
- 1837 - David Grubbe (född 1780). Han var mässingsslagargesäll hos Bodell.